# (12406) Zvíkov
(12406) Zvíkov est un astéroïde de la ceinture principale.

## Description
(12406) Zvikov est un astéroïde de la ceinture principale. Il fut découvert le 25 septembre 1995 à l'Observatoire Kleť par Miloš Tichý et Zdeněk Moravec
. Il présente une orbite caractérisée par un demi-grand axe de 2,33 UA, une excentricité de 0,15 et une inclinaison de 2,7° par rapport à l'écliptique.

## Compléments